# 悼公 (燕)
悼公（とうこう、生年不詳 - 紀元前529年）は、春秋時代の燕の君主。恵公の後を受けて燕国の君主となった。在位6年。